# Carson Prod
 (mai 2022).
 (mai 2022).
 (avril 2021).
La mise en forme du texte ne suit pas les recommandations de Wikipédia : il faut le « wikifier ».
Les points d'amélioration suivants sont les cas les plus fréquents. Le détail des points à revoir est peut-être précisé sur la page de discussion.
- Les titres sont pré-formatés par le logiciel. Ils ne sont ni en capitales, ni en gras.
- Le texte ne doit pas être écrit en capitales (les noms de famille non plus), ni en gras, ni en italique, ni en « petit »…
- Le gras n'est utilisé que pour surligner le titre de l'article dans l'introduction, une seule fois.
- L'italique est rarement utilisé : mots en langue étrangère, titres d'œuvres, noms de bateaux, etc.
- Les citations ne sont pas en italique mais en corps de texte normal. Elles sont entourées par des guillemets français : « et ».
- Les listes à puces sont à éviter, des paragraphes rédigés étant largement préférés. Les tableaux sont à réserver à la présentation de données structurées (résultats, etc.).
- Les appels de note de bas de page (petits chiffres en exposant, introduits par l'outil «  Source ») sont à placer entre la fin de phrase et le point final[comme ça].
- Les liens internes (vers d'autres articles de Wikipédia) sont à choisir avec parcimonie. Créez des liens vers des articles approfondissant le sujet. Les termes génériques sans rapport avec le sujet sont à éviter, ainsi que les répétitions de liens vers un même terme.
- Les liens externes sont à placer uniquement dans une section « Liens externes », à la fin de l'article. Ces liens sont à choisir avec parcimonie suivant les règles définies. Si un lien sert de source à l'article, son insertion dans le texte est à faire par les notes de bas de page.
- La présentation des références doit suivre les conventions bibliographiques. Il est recommandé d'utiliser les modèles {{Ouvrage}}, {{Chapitre}}, {{Article}}, {{Lien web}} et/ou {{Bibliographie}}. Le mode d'édition visuel peut mettre en forme automatiquement les références.
- Insérer une infobox (cadre d'informations à droite) n'est pas obligatoire pour parachever la mise en page.

Pour une aide détaillée, merci de consulter Aide:Wikification.
Si vous pensez que ces points ont été résolus, vous pouvez retirer ce bandeau et améliorer la mise en forme d'un autre article.
 (mars 2021).
Carson Prod est une société de production de télévision française créée en avril 2001 par Franck Saurat et Jean-Luc Delarue.
Elle produit principalement des divertissements, des magazines et des documentaires.

## Histoire
Carson Prod est créée par Franck Saurat et Jean-Luc Delarue en avril 2001.
En 2009, elle est rachetée par Lagardère Entertainement (renommée ensuite Lagardère Studios), filiale de Lagardère.
Le 31 décembre 2019, Lagardère Studios cède la totalité de ses parts dans Carson Prod à son fondateur Franck Saurat.

## Productions

### Productions actuelles
| Nom du programme                                       | Diffusion | Détails et informations supplémentaires |
| ------------------------------------------------------ | --------- | --------------------------------------- |
| 300 Chœurs                                             | France 3  | Depuis 2011                             |
| Crimes                                                 | NRJ 12    | 2012-2024                               |
| Les 20 chansons préférées des Français                 | W9        | Depuis 2017                             |
| Crimes & Faits Divers la Quotidienne                   | NRJ 12    | 2018-2022                               |
| Crimes & Faits Divers le Prime en direct               | NRJ 12    | 2019-2022                               |
| Héritages                                              | NRJ 12    | 2019-2021                               |
| Urgences                                               | NRJ 12    | 2019-2022                               |
| Retrouvailles                                          | NRJ 12    | 2020-2021                               |
| Les Victoires de la Musique                            | France 2  | Depuis 2020                             |
| Les comiques préférés des Français                     | France 2  | Depuis 2020                             |
| Sidaction                                              | France 2  | Depuis 2020                             |
| Un soir à Monaco avec Laurent Gerra                    | France 2  | 2021                                    |
| Les 20 chansons de 2021 préférées des français         | M6        | 2021                                    |
| Ils s'aiment... enfin presque                          | TF1       | 2022                                    |
| Bienvenue chez les Bodin's                             | M6        | 2022                                    |
| Génération Hit Machine la soirée événement             | W9        | 2022                                    |
| La fine équipe                                         | France 2  | Depuis 2022                             |
| Les 500 chansons préférées des Français de 1980 à 2022 | M6        | 2022                                    |
| Sketch Story                                           | France 2  | Depuis 2022                             |
| M6 sur son 31, que la fête commence !                  | M6        | 2022                                    |
| Anniversaire surprise chez les Bodin's                 | M6        | 2023                                    |

### Anciennes productions

#### 2001
- 25 ans de chance (France 2)
- 2001 à 2002 : Quelques jours avec eux (France 2)
- 2001 à 2003 : Y’a un début à tout (France 2)
- 2001 à 2004 : Stars à domicile (TF1)

#### 2002
- Céline à tout prix (M6) ; 80 bougies pour Raymond Devos (France 2)
- 2002 à 2003 : Trivial Pursuit (France 2) ; Les vainqueurs de l’année... (France 2)
- 2002 à 2004 : La chanson no 1 : spéciale... (France 2)
- 2002 à 2008 : Le grand zapping de l’humour (France 2) – une émission en 2014
- 2002 à 2009 : La fête de la musique (France 2)

#### 2003
Paris de l’entre deux à aujourd’hui (France 2) ; Pour Laurette (France 3) ; Hit Story (France 3) ; Soirée exceptionnelle avec les plus grandes voix québécoises (France 2)
2003 à 2004 : Symphonic Show - ... (France 3) ; Les coulisses du pouvoir (France 2)
2003 à 2005 : Au nom des autres : Plus de Vie (France 3)

#### 2004
Pour Laurette, un an après (France 3) ; Le grand zapping à la demande – spéciale films de comédie (France 2) ; Les 50 ans de la Fnac (Retransmission écran Hôtel de Ville Paris) ; Les 40 ans de la 2 (France 2)

#### 2005
Les rois du rire – les 25 duos comiques préférés des Français (France 2) ; Starmania – 25 ans déjà (France 2) ; Un candidat pour l’Eurovision (France 2) ; Choisissez vos chansons (France 2) ; Stars en duos, ensemble contre le Sida (France 2) ; Franck Dubosc, juste pour rire (France 2)
2005 à 2007 : Symphonic Show - ... (France 2)
2005 et 2012 : La grande anthologie de l’humour (Paris Première)

#### 2006
Les stars chantent les plus grands airs d’opéra pour Plus de Vie (France 3)

#### 2007
Stars of Europe (France 2 & RTBF) ; La St-Valentin en chansons (France 2) ; 50 ans du Traité de Rome (France 4 & RTBF) ; 25e festival juste pour rire de Montréal (France 2) ; Jacques Martin, salut l’artiste (France 2) ; Du cabaret au music-hall pour Plus de Vie (France 3) ; Tous pour la musique (France 2) ; Les stars de l’année (France 2)
2007 à 2009 : Les rois du rire (France 2)

#### 2008
26 minutes pour rire (France 2) ; Les femmes en chansons (France 2) ; Hommage à Luciano Pavarotti (France 2) ; Les stars chantent Piaf pour Plus de Vie (France 3) ; Ça ne finira jamais (France 2)
2008 à 2010 : L’aventure inattendue – Laurent Gerra ; L’aventure inattendue – Mimie Mathy et L’aventure inattendue – Michèle Bernier (France 2)
2008 à 2018 : Les rois du bêtisiers (France 2 & France 4)

#### 2009
L’habit ne fait pas Lemoine (France 2) ; Les stars chantent ensemble dans les rues de Paris (France 2) ; Starmania : une histoire pas comme les autres (France 2) ; Les 25 ans du Top 50 (France 2)
2009 à 2012 : Les stars du rire (France 2)

#### 2010
17 tubes pour... (Virgin 17) ; Drôle de 13 heures ! (France 3) ; Vues d’ici (Gulli) ; Une soirée inattendue avec Kad Merad (France 2) ; Totalement inGerrable (TF1) ; Plus de Vie (France 3) ; Happy birthday Gulli (Gulli) ; Allo Gulli, ici bébé (Gulli) ; Qui est le meilleur téléspectateur ? (France 2) ; Dans la vie de Céline Dion (France 2)
2010 à 2011 : Stars en questions – Michel Sardou ; Stars en questions – Sébastien – Ramayade – De Fontenay et Stars en questions – Florent Pagny (France 2)

#### 2011
Le meilleur du rire (W9) ; Trop potes (Canal J) ; Au cœur de l’inconnu (NRJ 12) ; Chère maman (France 2) ; Une année pas comme les autres (France 2) ; Laurent Gerra ne s’interdit rien (TF1)
2011 à 2012 : Le meilleur du top 50 (W9) ; Le meilleur des tubes (W9) ; Ma vie à la télé (NT1)
2011 à 2013 : Tellement vrai (NRJ 12) ; Sosie or not sosie (TF1)
2011 à 2018 : Génération Top 50 (W9)

#### 2012
Tous en chœurs (RTBF) ; Pop’s cool (Canal J) ; Vos années télé (France 2) ; Céline Dion, une star pas comme les autres (France 3) ; Été VIP (RTBF) ; Le meilleur des stars du rire ; Laurent Gerra se permet tout (TF1) ; Le mois Chaplin – Elie Semoun (Gulli)
2012 à 2013 : Vous êtes en direct (NRJ 12) ; Simplement pour un soir (France 2)
2012 à 2016 : Le Grand Show (France 2)

#### 2013
Morandini (NRJ 12) ; Ça va s’en rire (NRJ 12) Tellement people (NRJ 12) ; Tenue de soirée exigée (France 2) ; Les inconnus – la trilogie (RTBF)
2013 à 2014 : Robin des bois – Naissance d’un héros et Robin des bois – le spectacle vu des coulisses (France 2) ; Les chansons d’abord (France 3)
2013 à 2015 : C’est votre vie (France 2)

#### 2014
Scandales (NRJ 12) ; L’été indien (France 2) ; Les trophées francophones du cinéma (TV5 Monde)
2014 à 2015 : Les 30 ans du Top 50 - ... (W9) ; M6 fête les 30 ans du Top 50 - ... (W9)
2014 à 2016 : Du côté de chez Dave (France 3) ; L’émission Mode (June TV et Elle Girl)

#### 2015
La fabuleuse histoire des comédies musicales (W9) ; Les tubes de l’été au top (W9) ; Les tubes qui font danser (W9) ; Face à France (NRJ 12) ; Céline face à Dion (France 3)

#### 2016
La véritable histoire des stars des années 80 (W9) ; Dicaire show (France 2) ; Les destins brisés de la chanson (W9) ; Thierry Le Luron, le miroir d’une époque ; Céline Dion, ma vie sans René (M6) ; Céline Dion, les 30 tubes préférés des Français (M6) ; M6 Music Show (M6) ; Sosie or not sosie (TMC)
2016 à 2017 : Mémé le dimanche (France 3) ; Amanda (France 2) 

#### 2017
Dans les secrets de... (NRJ 12) ; Le phénomène des comédies musicales (NRJ 12) ; Un an avec Céline Dion (C8) ; Céline Dion, ses plus grandes chansons (C8) ; Laurent Gerra, le miroir de son époque (France 3) ; Les 50 chansons préférés des Français (M6) ; Michel Sardou – Dernier show (France 2) ; Johnny Hallyday 50 albums (France 2) ; Hommage à Johnny Hallyday (France 2) ; M Pokora & Friends (M6) ; Kids United fêtent Noël (M6) ; Plus 2 musique (France 2) ; 30 ans de musique sur M6 (M6) ; Bon anniversaire Laurent Gerra (France 2) ; La véritable histoire du Top 50 (W9)
2017 à 2018 : Cette semaine-là (France 3)
2017 à 2019 : Ce jour-là (France 3)
2017 à 2020 : Le grand show de l'humour (France 2)

#### 2018
Toujours ensemble – notre raison d’être (France 2) ; Bon anniversaire Céline, les 50 ans d’une icône (C8) ; Au cœur de... (NRJ 12) ; Les rois de la parodie, miroirs de leur époque (France 3) ; Michel Sardou – la dernière danse – les meilleurs moments (C8) ; Bon anniversaire Line (France 2) ; Divas : du rêve à la réalité (NRJ 12) ; Symphonique Kids chantent pour + de vie (France 3) ; Jean-Paul Gaultier fait son show (France 2) ; La télé de Laurent Gerra (C8) ; Un soir en direct avec Patrick Bruel (France 2) ; Laurent Gerra, une année pas comme les autres (France 3)

#### 2019
Enlèvements (C8) ; Notre-Dame de Paris, le grand concert (France 2) ; Bon anniversaire Véronique Sanson (France 3) ; Les 130 ans de la Tour Eiffel – le concert événement (France 2)
2019 à 2021 : La lettre (France 2)

#### 2020
Captation : « sans modération » Laurent Gerra (TMC) ; 70 ans de duos comiques (France 3) ; Les plus beaux duos du grand show (France 2) ; I love you coiffure (TF1)

#### 2021
Merci Line – Sidaction 2021 (France 2) ; Vidéosurveillance, les images choc (NRJ12)

### Productions pour des associations

#### Sidaction
2005 : Stars en duos, ensemble contre le Sida (France 2)
2006 : Symphonic Show – Les stars chantent ensemble contre le Sida (France 2)
2007 : Symphonic Show – Deux générations de stars chantent ensemble contre le Sida (France 2)
2008 : Les stars chantent ensemble contre le Sida (France 2)
2010 : Les stars du rire contre le Sida (France 2)
2019 : Les 40 ans de Starmania – Les stars chantent pour le Sidaction (France 2)
2020 : 100 ans de comédies musicales – Les stars chantent pour le Sidaction (France 2)
2021 : Merci Line (France 2) à l’occasion du Sidaction de 2021 afin de remercier Line Renaud pour ses 35 ans de combat pour la cause.

#### Laurette Fugain
2003 : Pour Laurette (France 3)
2004 : Pour Laurette, un an après (France 3)

#### + de Vie
2003 : Au nom des autres : Plus de Vie (France 3)
2004 : Au nom des autres : Plus de Vie (France 3)
2005 : Au nom des autres : Plus de Vie (France 3)
2006 : Les stars chantent les plus grands airs d’opéra pour Plus de Vie (France 3)
2007 : Du cabaret au music-hall pour Plus de Vie (France 3)
2008 : Les stars chantent Piaf pour Plus de Vie (France 3)
2009 : Chansons d’amour pour Plus de Vie (France 3)
2010 : Plus de Vie (France 3)
2018 : Symphonique Kids chantent pour + de Vie (France 3)

#### Notre-Dame
2019 : Notre-Dame de Paris, Le Grand Concert (France 2)

## Identité visuelle (logo)

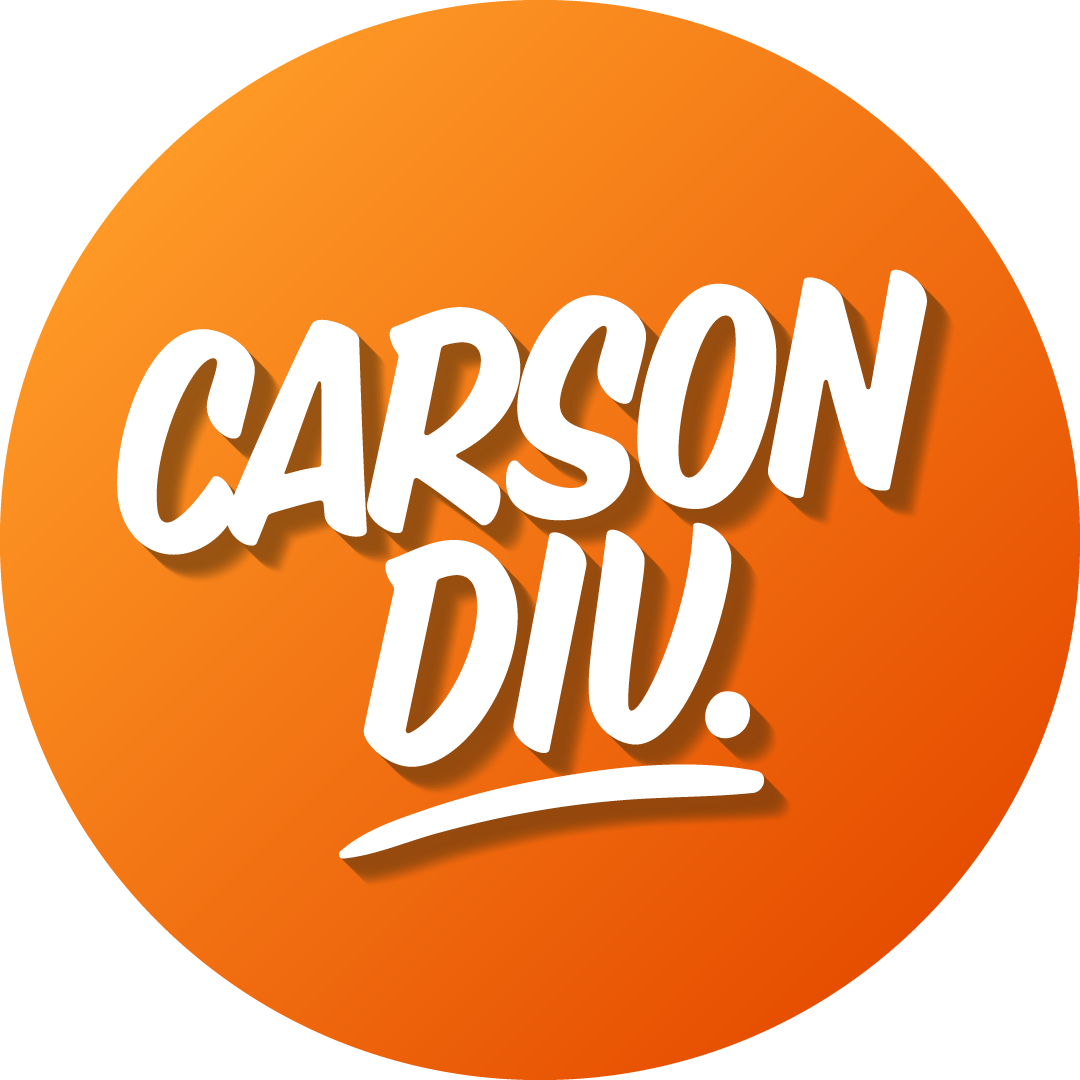
Divertissement : musique, humour & événements
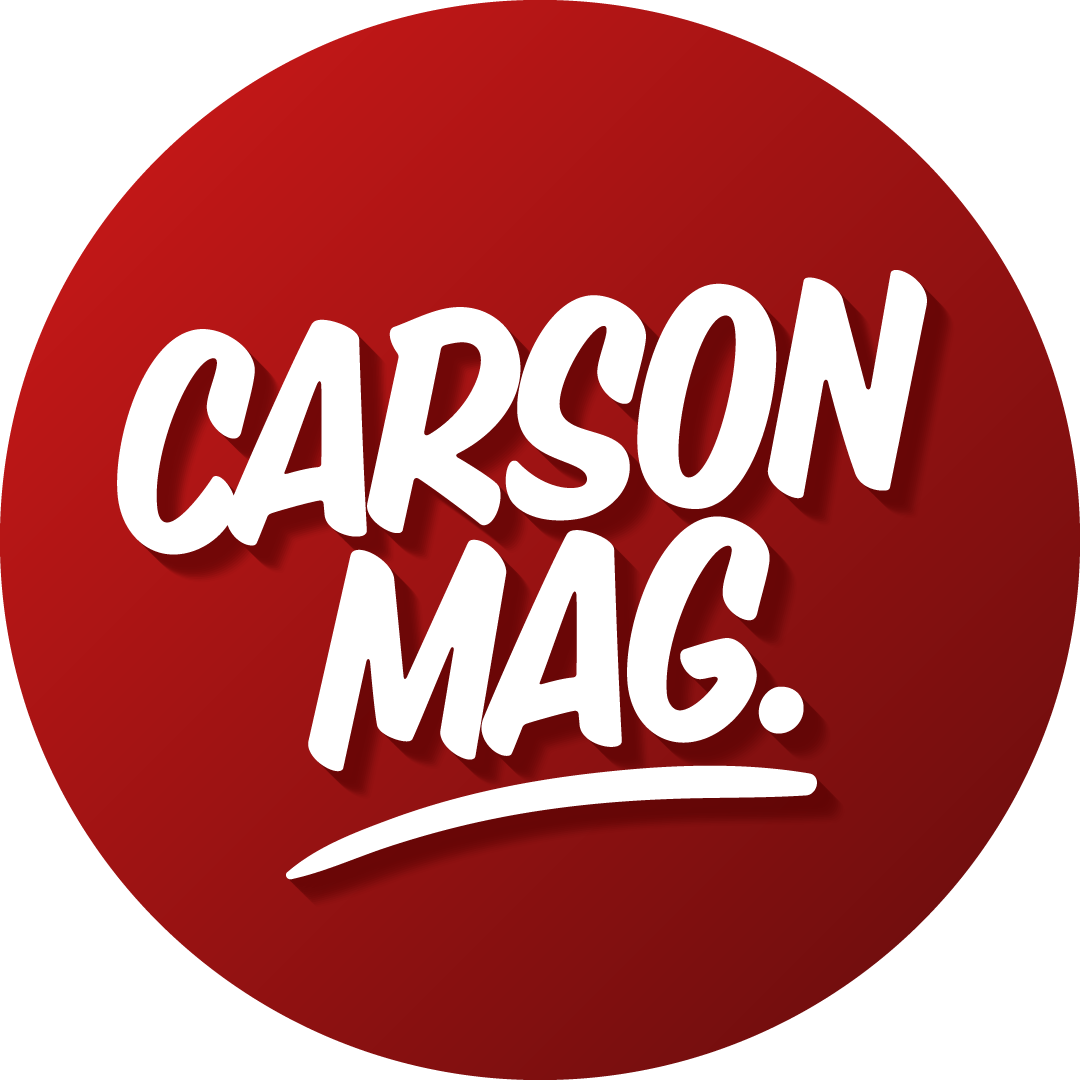
Magazine : reportages, faits divers, archives & talkshows
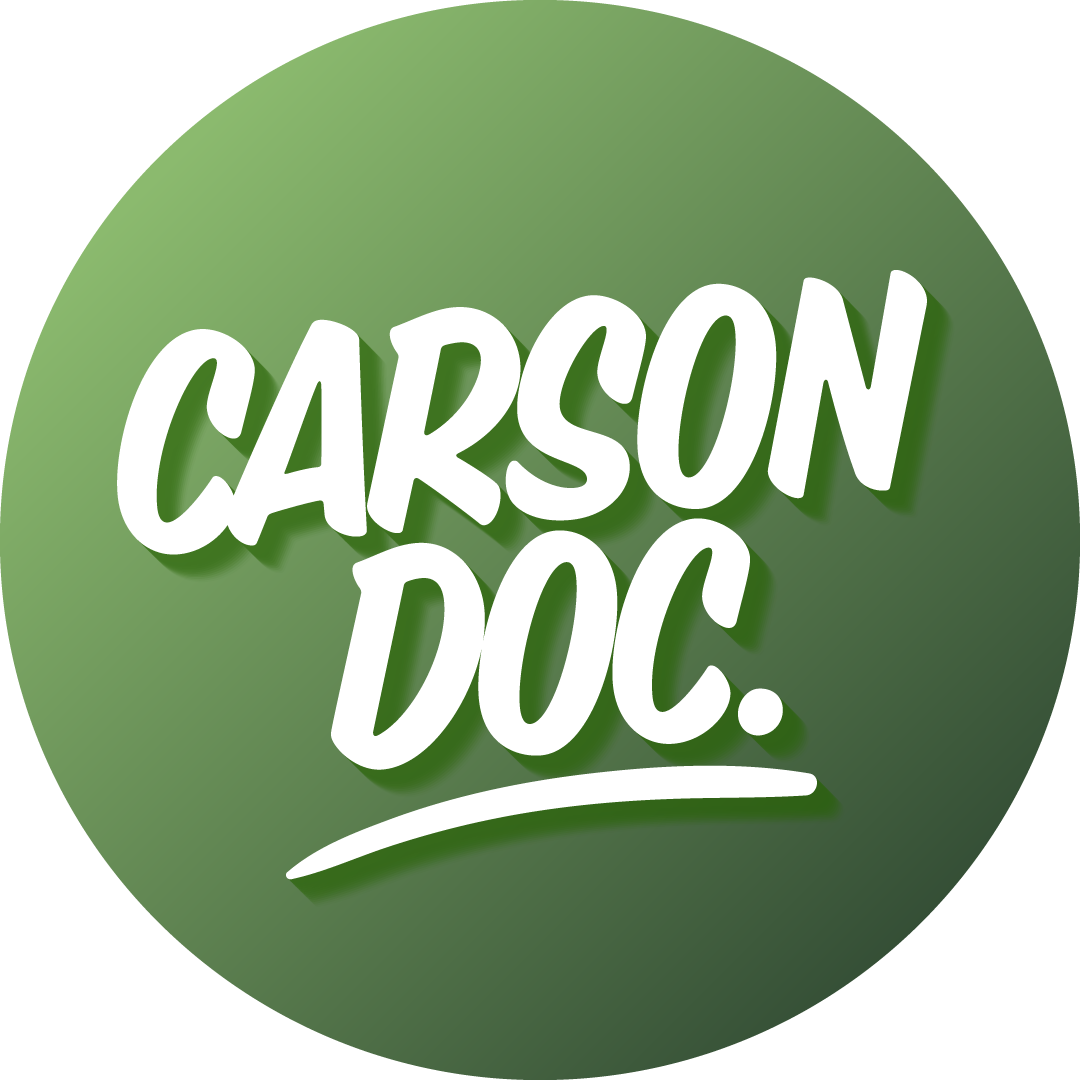
Documentaires : portraits, collections & making of
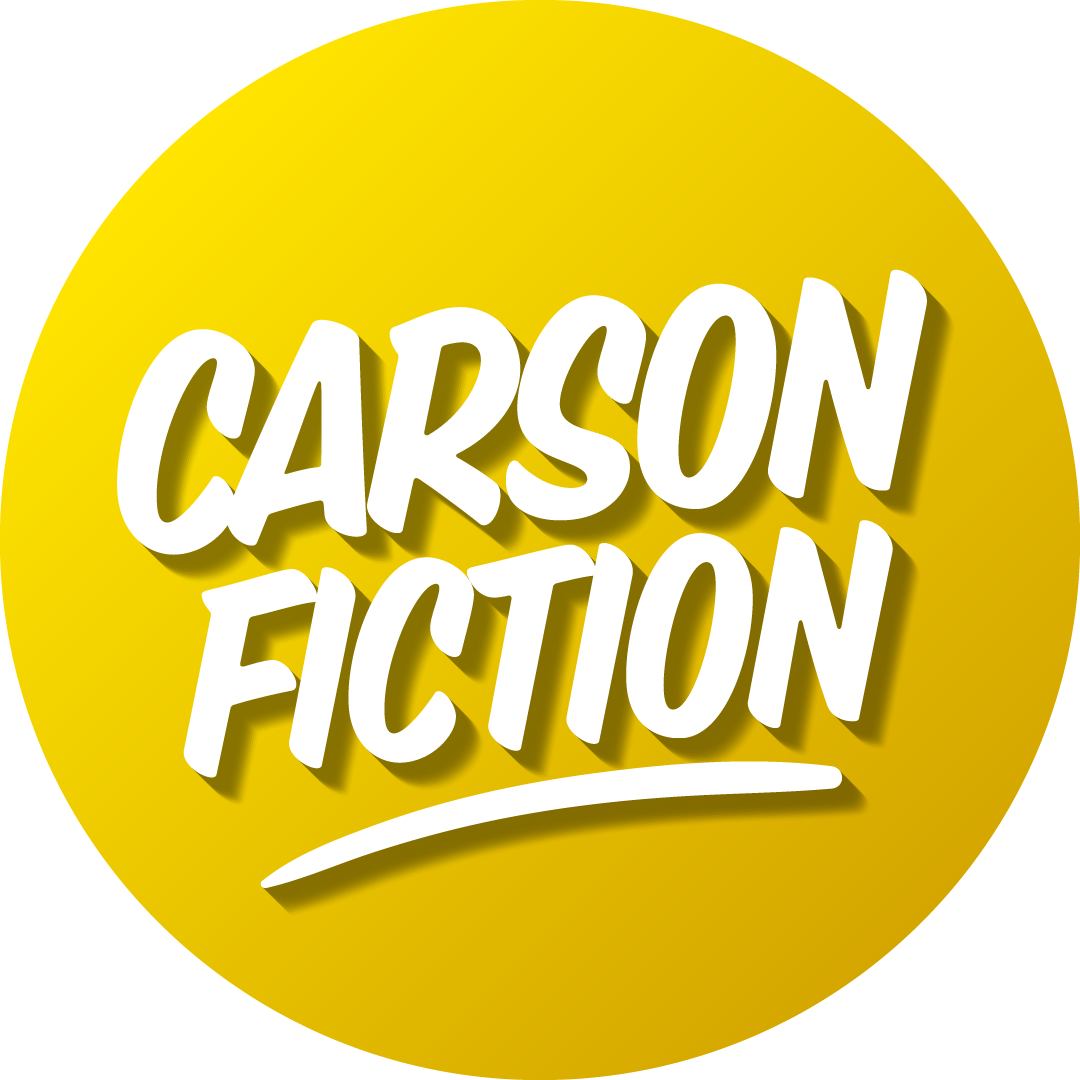
Fiction : créations, séries, formats courts et longs
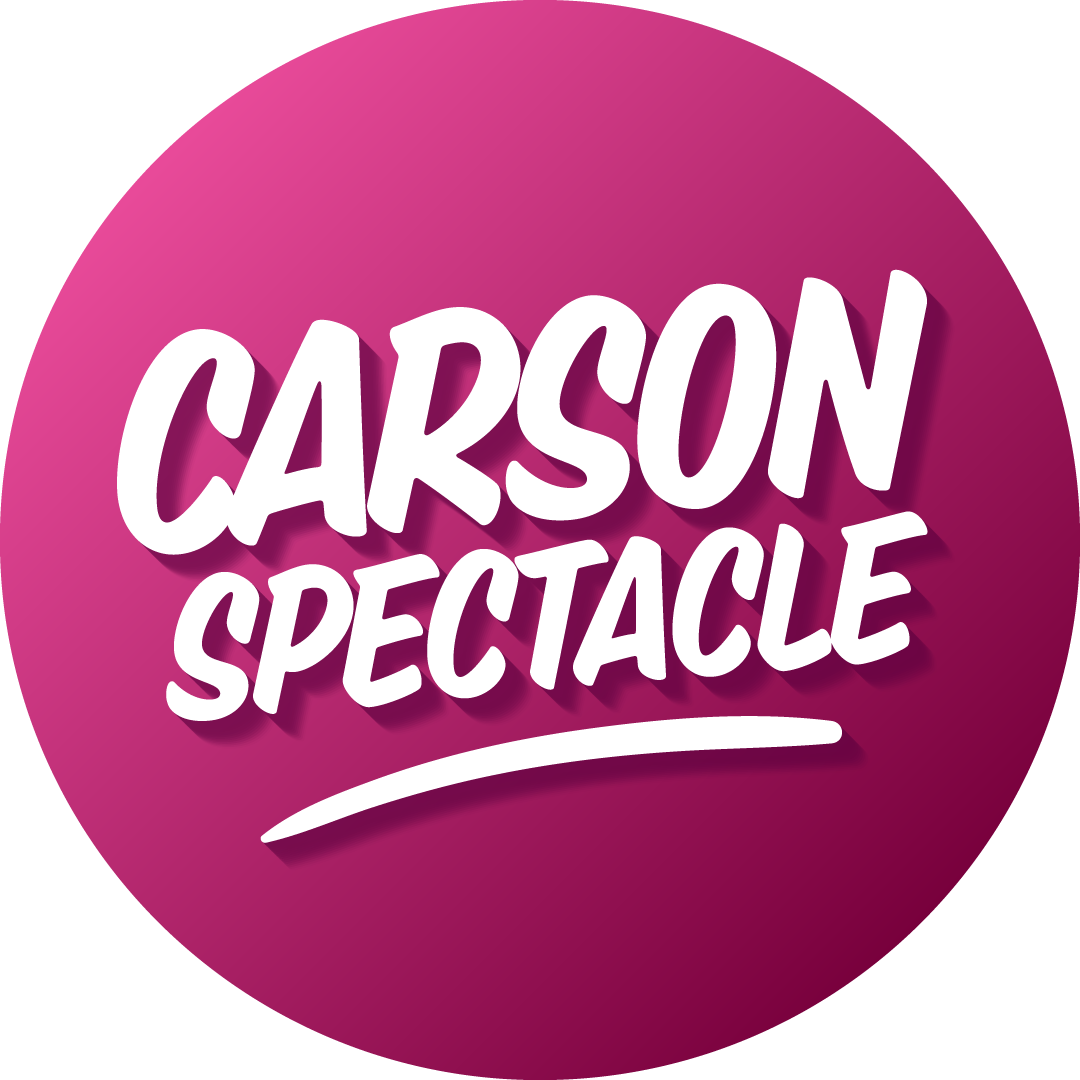
Spectacle : vivants
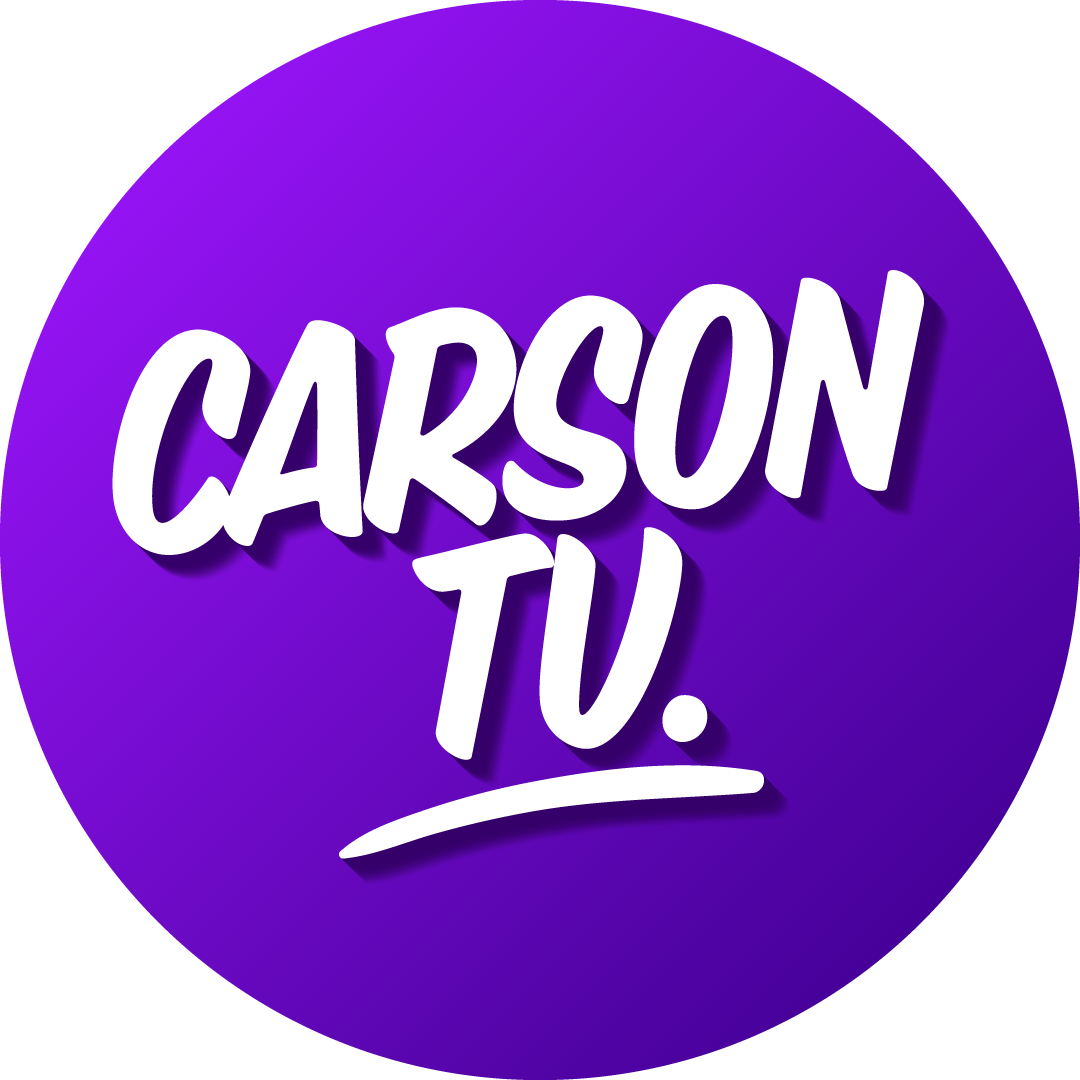
YouTube : contenu vidéo, replay & médias sociaux